# 播磨新宮駅
播磨新宮駅（はりましんぐうえき）は、兵庫県たつの市新宮町新宮にある西日本旅客鉄道（JR西日本）姫新線の駅である。

## 歴史
過去には姫新線を経由していた急行「みささ」・「みまさか」等の優等列車が停車していた。

### 年表
- 1932年（昭和7年）7月11日：鉄道省姫津線（現・姫新線）東觜崎駅 - 当駅間延伸時に終着駅として開設[1][2]。
  - 当時の所在地表示は兵庫県揖保郡新宮村新宮であった[2][3]。
- 1934年（昭和9年）
  - 3月24日：姫津線当駅 - 三日月駅間延伸、途中駅となる[4]。
  - 11月28日：姫津西線開通に伴い、姫津線が姫津東線に改称、当駅もその所属となる[5]。
- 1936年（昭和11年）
  - 4月8日：姫路駅 - 当駅 - 東津山駅間全通、姫津東線が姫津線の一部となり、当駅もその所属となる[6]。
  - 10月10日：姫津線が姫新線の一部となり、当駅もその所属となる[7]。
- 1982年（昭和57年）11月15日：貨物取扱廃止[3]。
- 1985年（昭和60年）3月14日：荷物扱い廃止[3]。
- 1987年（昭和62年）4月1日：国鉄分割民営化に伴い、西日本旅客鉄道（JR西日本）に移管[3]。
- 2009年（平成21年）8月22日：橋上駅舎化工事に伴い、仮駅舎に移転。
- 2010年（平成22年）9月12日：橋上駅舎化[8]。
- 2016年（平成28年）3月26日：ICカード「ICOCA」の利用が可能となる[9]。ICカード専用簡易改札機で対応。
- 2024年（令和6年）
  - 11月30日：みどりの窓口の営業を終了[10]。
  - 12月1日：終日無人化[10]。

## 駅構造

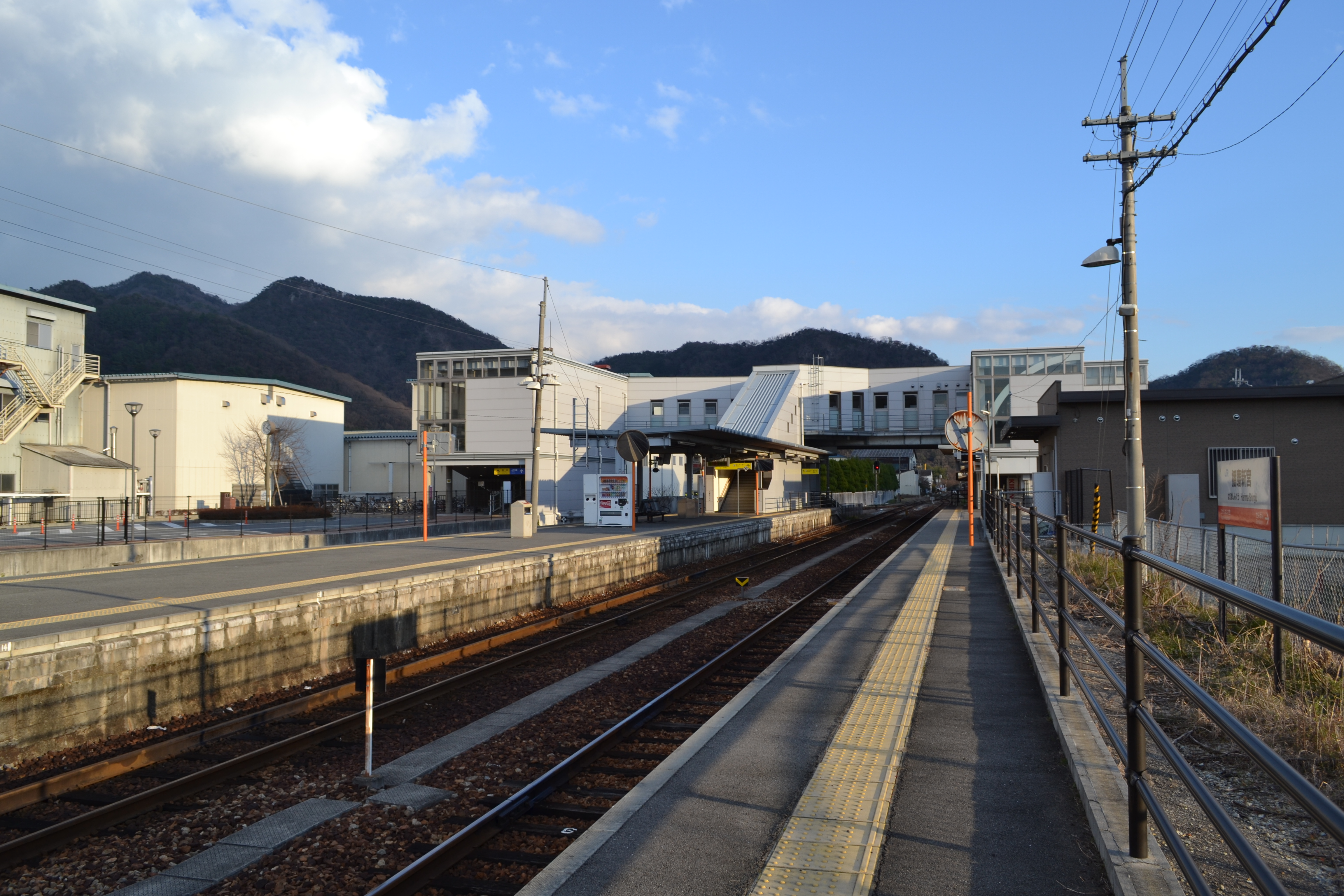
ホーム（2016年1月）

単式・島式ホーム2面3線を有する橋上駅。各ホームと2階の改札口とは階段及び3基のエレベーターで連絡する形となっている。2階の改札外には南北方向の自由通路があり、自由通路に通じる階段にはスロープが併設されていて、自転車も通行可能である。駅舎外壁にはSPring-8をイメージしたステンレスによる円形の飾り帯が取付けられている。姫路駅 - 当駅間は、全駅に交換設備がある。
駅南口には有料駐車場と無料駐輪場、多機能トイレとロータリーバス乗り場が設置されている。駅北口には有料駐車場と無料駐輪場がある。
自動改札機は無く、代わりにICカード専用簡易改札機が設置されている。なお、姫新線ICOCA利用可能エリアは姫路駅 - 当駅間であり、佐用・津山方面は現時点（2022年7月）では利用不可。

### ホーム
| のりば  | 路線   | 方向 | 行先           |
| ------- | ------ | ---- | -------------- |
| 1・3    | 姫新線 | 下り | 佐用・津山方面 |
| 1・2・3 | 姫新線 | 上り | 姫路方面       |

付記事項
- 1番のりば（下り本線）は姫路方からのみ入線可能で、出発は両方向に対応。2番のりば（上り本線）は両方向からの入線が可能だが、出発は姫路方面のみ対応。
- 3番のりば（上下副本線）は両方向からの入線・出発共に対応している。当駅で折返す列車が多いため、発着番線は不規則である。
- 姫路発列車は大半が当駅止まり、同様に姫路行列車も大半が当駅始発である。よって、当駅を挟んで佐用方面 - 姫路方面間を移動する場合は乗換となることが多い。姫路行は毎時2本、佐用方面へは日中1 - 2時間に1本程度である。2009年度までは当駅より佐用方面は月2回、線路保守・高速化工事によるデータイム運休が行われていたが、2010年度以降現在は当駅 - 佐用駅間で運休日は設定されていない。

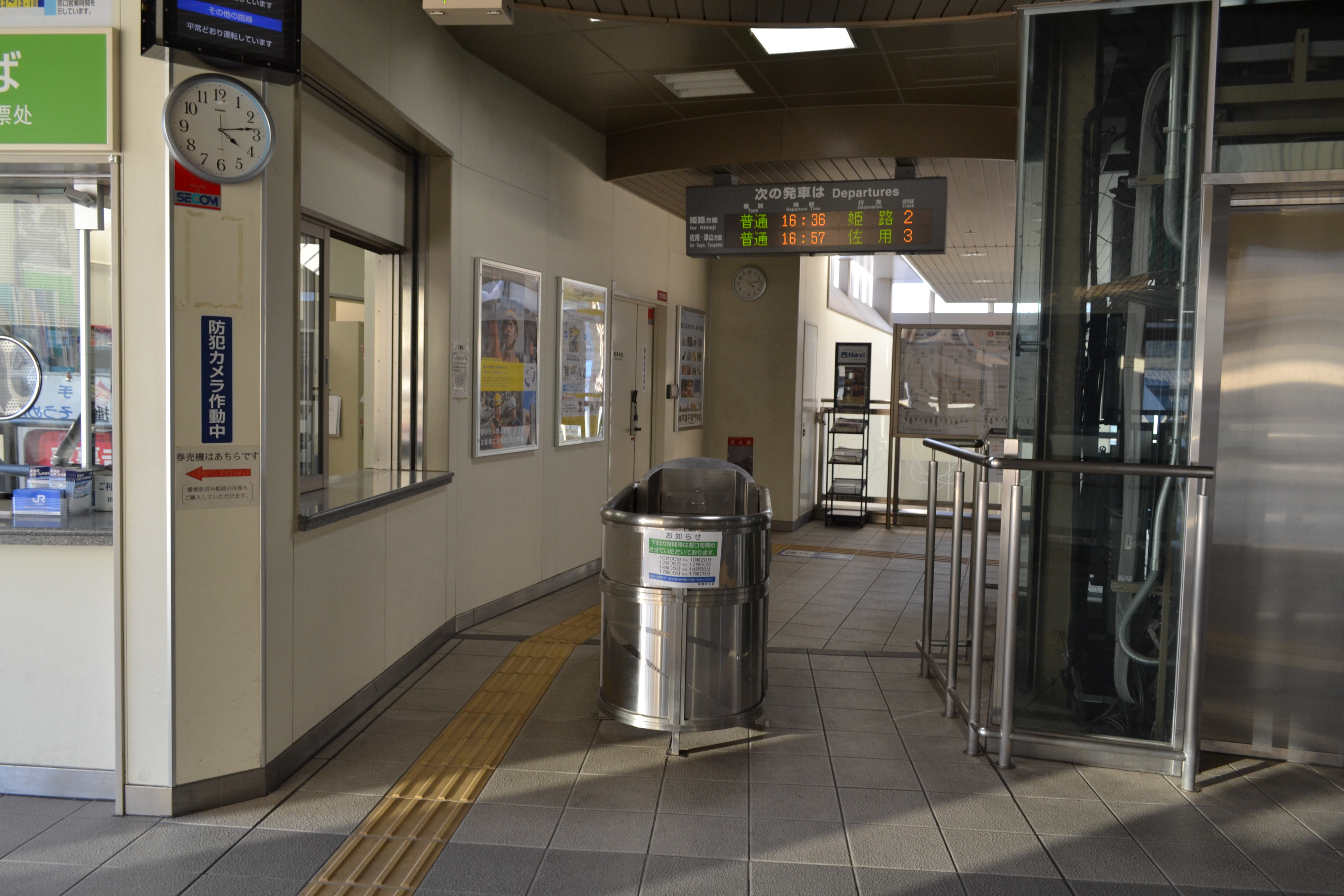
改札（2016年1月）
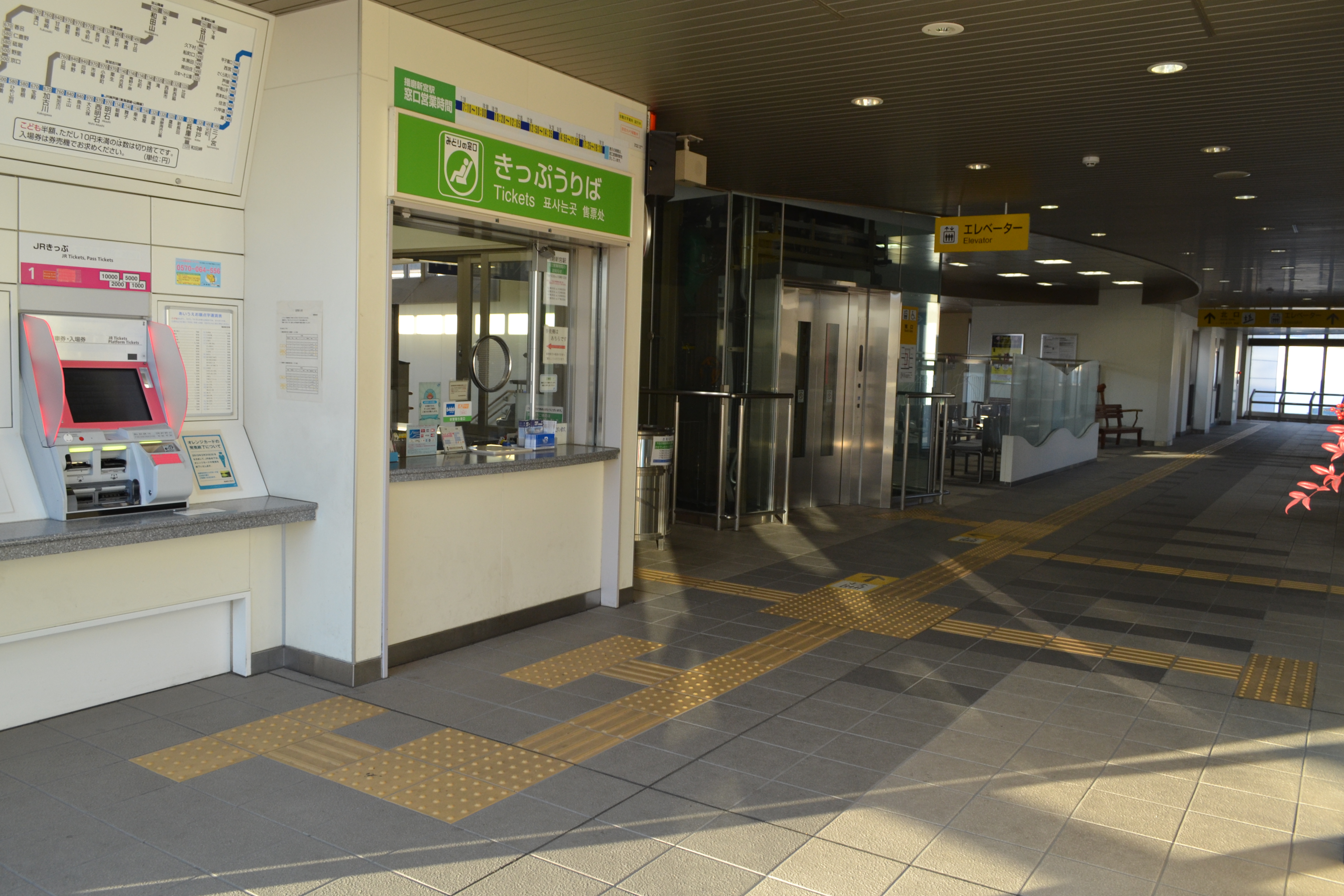
自由通路（2016年1月）
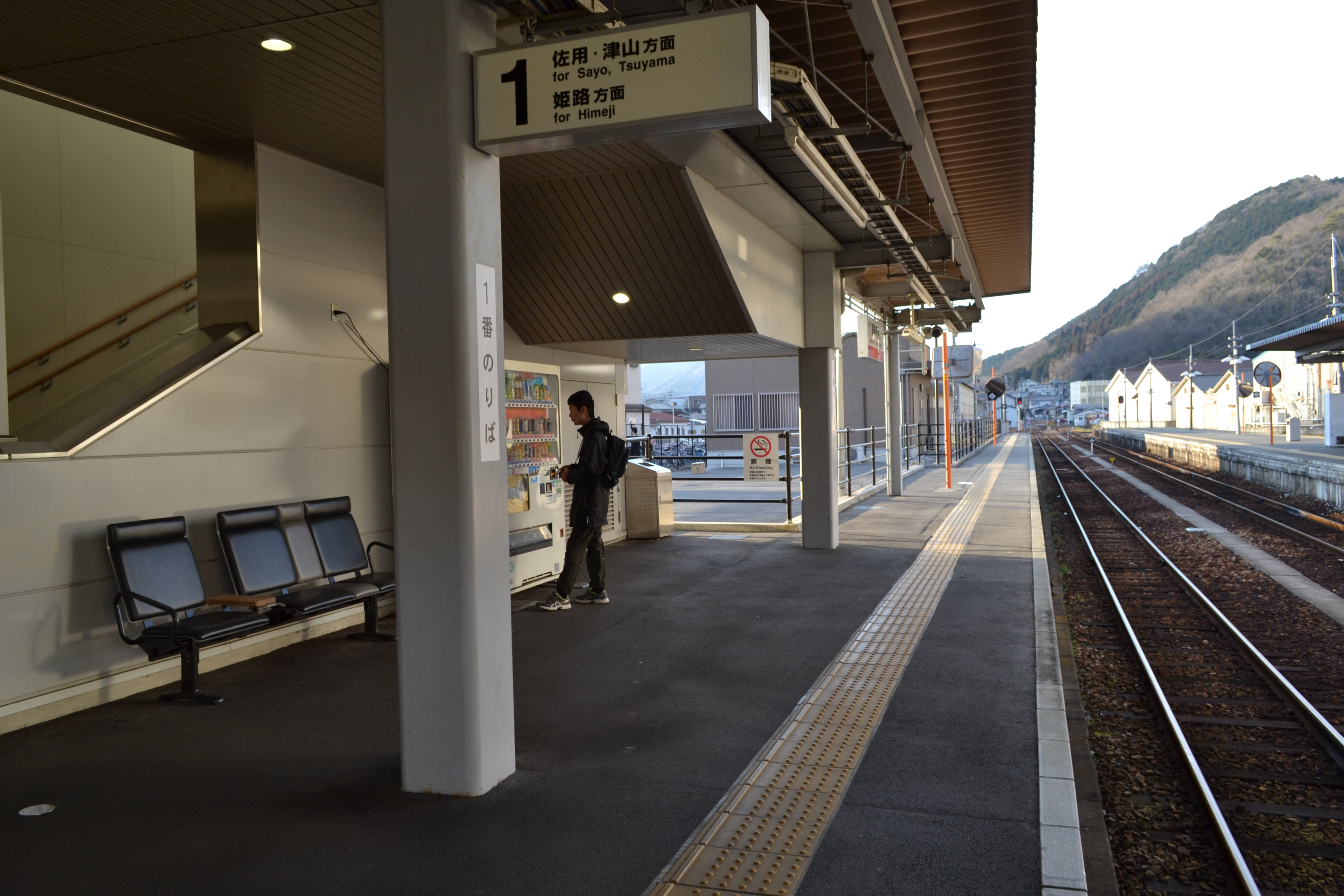
1番のりば（2016年1月）
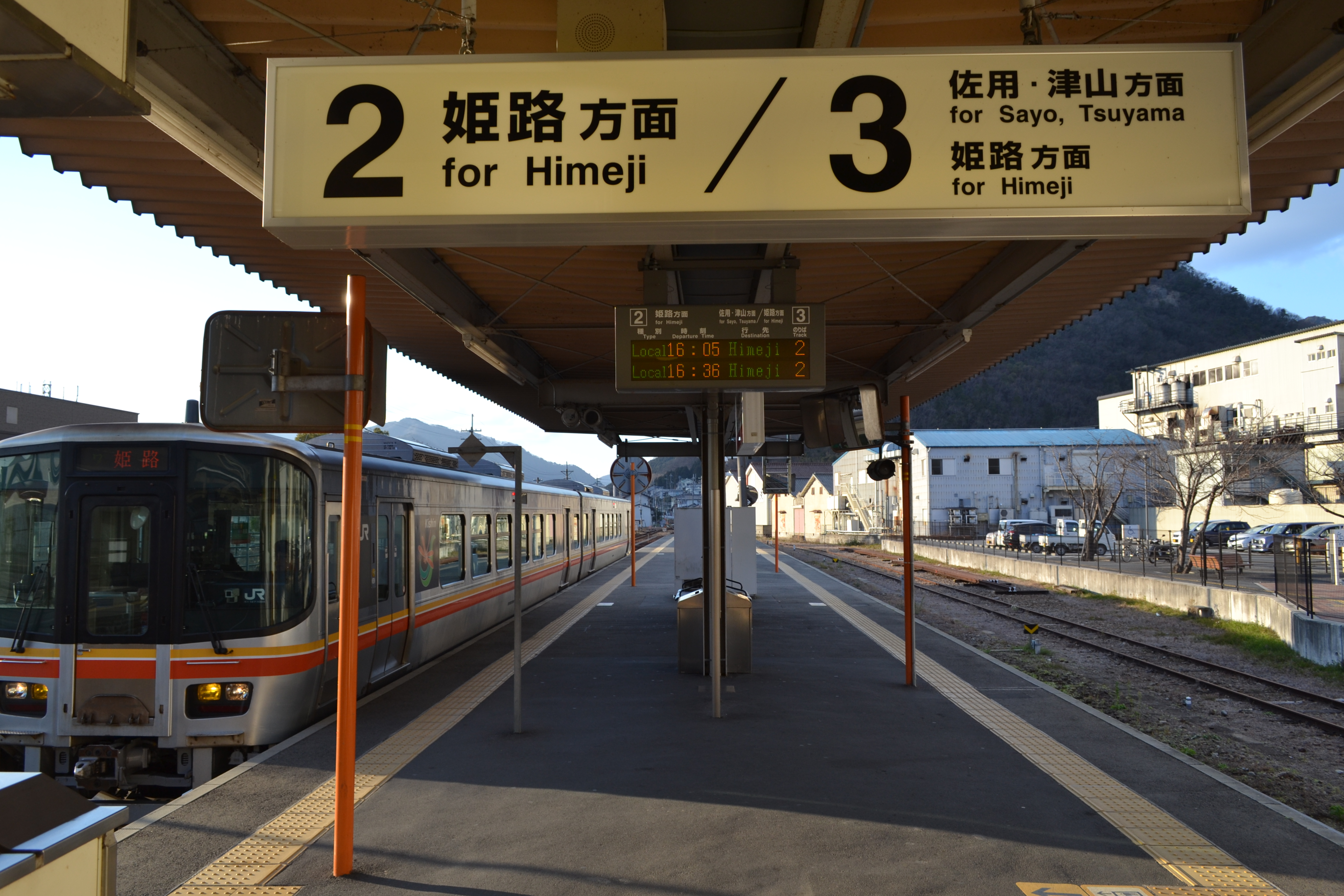
2・3番のりば（2016年1月）

### 橋上駅舎化
姫新線高速化事業の一環として、2009年8月より橋上駅舎化工事が行われて2010年9月に完成し、9月12日の始発列車より運用が開始された。自由通路新設に伴い、懸案だった駅南北間通行が改善された。そして北ロータリーと駐車場の整備が2011年春に完了し、同年3月より使用開始された。
2010年9月11日以前は地上駅で、駅舎は単式1番のりば側にあり、島式2・3番のりばへは構内踏切で連絡していた。

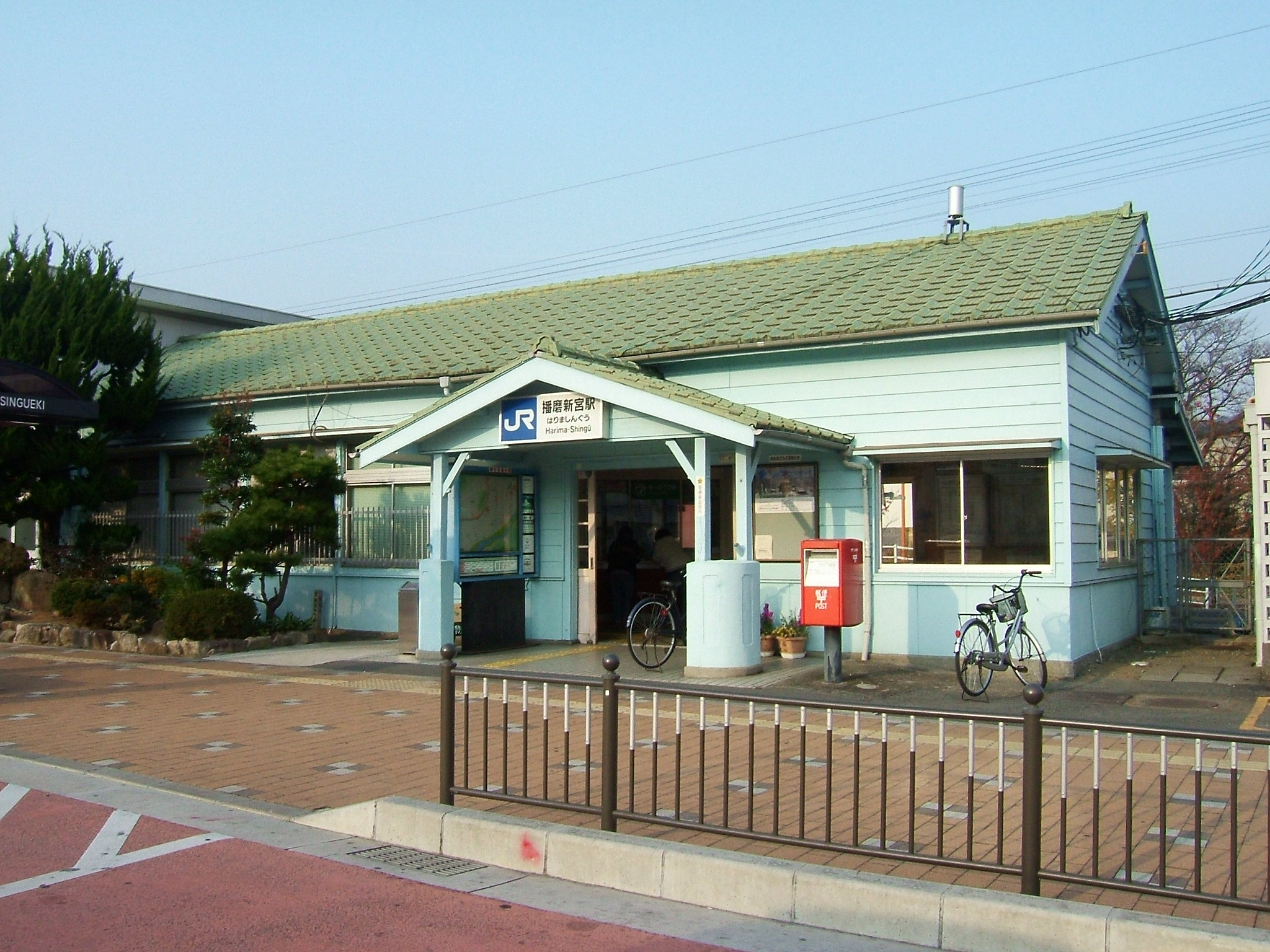
旧駅舎（2007年12月）
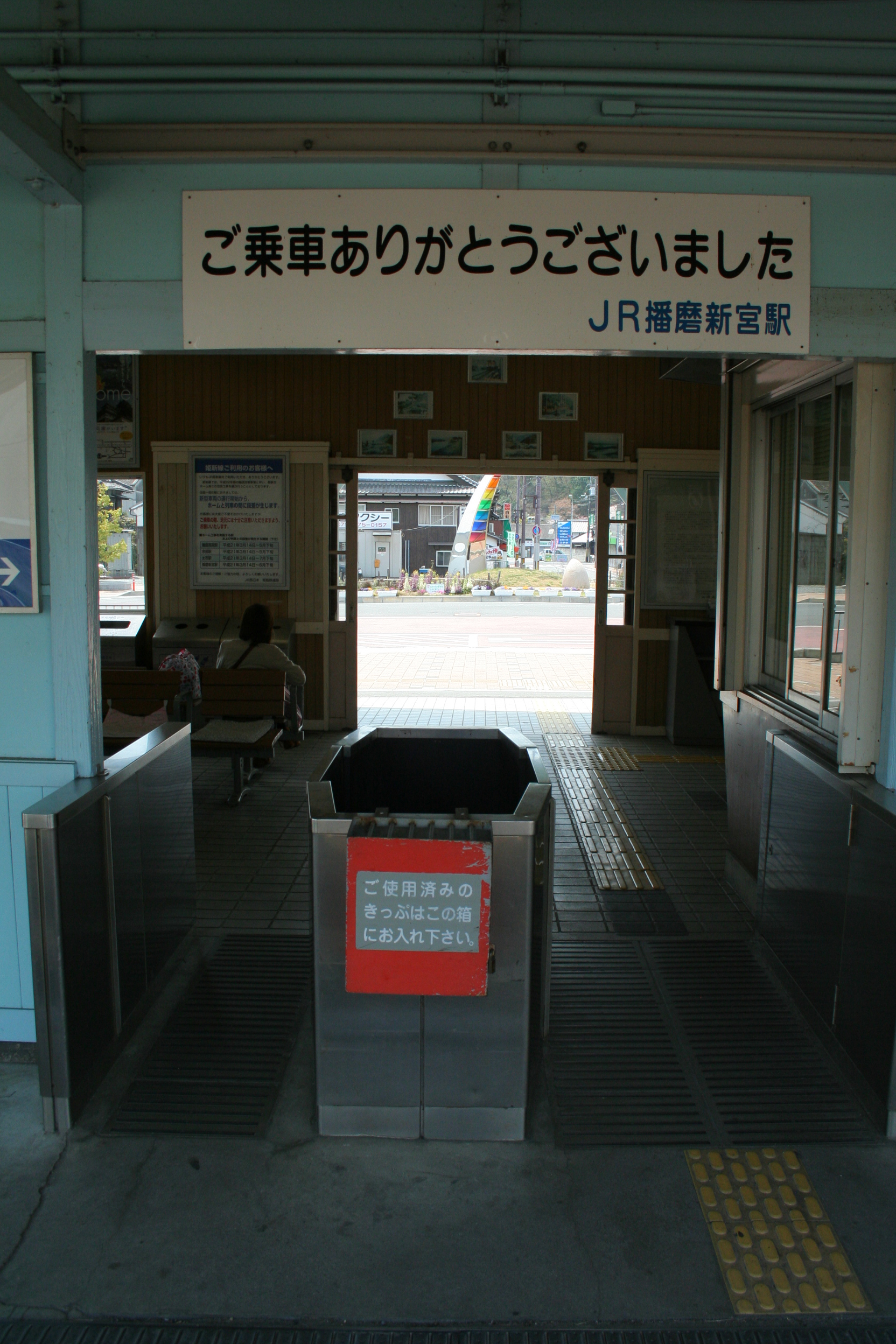
改札口（2009年4月）

## 利用状況
2021年（令和3年）度の1日平均乗車人員は1,091人である。
近年の1日平均乗車人員の推移は以下の通り。
| 年度               | 1日平均 乗車人員 |
| ------------------ | ---------------- |
| 2000年（平成12年） | 1,253            |
| 2001年（平成13年） | 1,174            |
| 2002年（平成14年） | 1,145            |
| 2003年（平成15年） | 1,101            |
| 2004年（平成16年） | 1,094            |
| 2005年（平成17年） | 1,080            |
| 2006年（平成18年） | 1,066            |
| 2007年（平成19年） | 1,018            |
| 2008年（平成20年） | 1,019            |
| 2009年（平成21年） | 1,022            |
| 2010年（平成22年） | 1,070            |
| 2011年（平成23年） | 1,102            |
| 2012年（平成24年） | 1,127            |
| 2013年（平成25年） | 1,212            |
| 2014年（平成26年） | 1,152            |
| 2015年（平成27年） | 1,214            |
| 2016年（平成28年） | 1,225            |
| 2017年（平成29年） | 1,239            |
| 2018年（平成30年） | 1,259            |
| 2019年（令和元年） | 1,246            |
| 2020年（令和02年） | 1,027            |
| 2021年（令和03年） | 1,091            |

## 駅周辺
駅北側は新宮地域を管轄する公共施設が集まる。駅南側に国道179号と栗栖川が東西に並行して走り、国道179号沿いに古くからの商店が立ち並んでいる。駅東方の「新宮三差路」交差点で国道179号は南に折れ、栗栖川と揖保川の合流点を経てたつの市の中心市街に至る。交差点を北に折れると兵庫県道26号宍粟新宮線を経て宍粟市に至り、当駅周辺が播磨北西部と南部とを結ぶ結節点となっている。

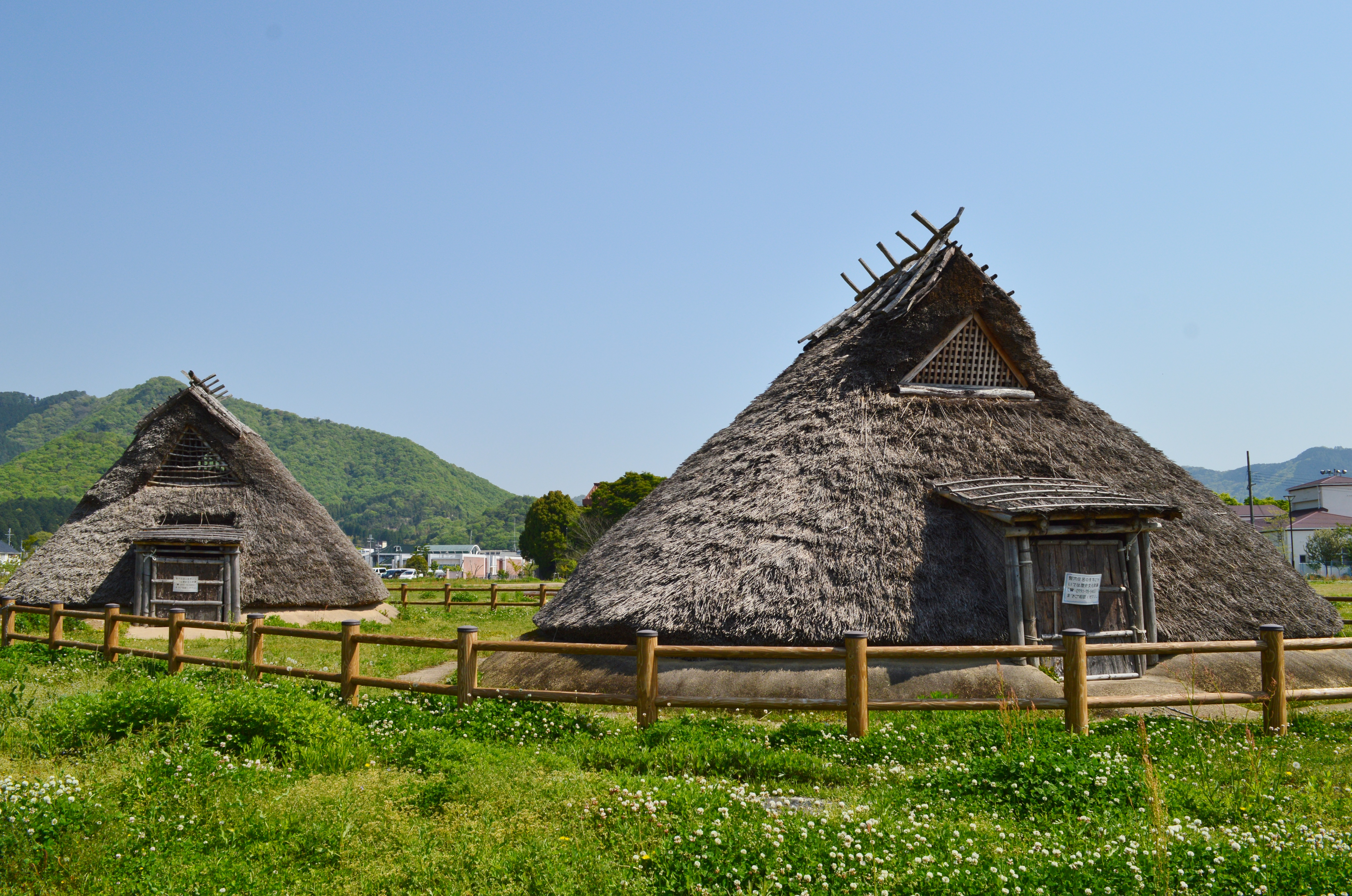
新宮宮内遺跡

- たつの市新宮総合支所（旧：新宮町役場）
- 新宮宮内遺跡
- たつの市立新宮図書館
- たつの市立新宮小学校
- たつの市立新宮中学校
- 兵庫県立龍野北高等学校
- 志んぐ荘（国民宿舎）
- ブンセン本社[1]
- 道の駅しんぐう
- 兵庫県手延素麺協同組合新宮支部
- 帝国電機製作所
- プチマルシェ新宮店

## バス路線
南口ロータリから以下の路線が発着する。各路線ともウイング神姫により運行されている。
ウイング神姫
「新宮駅」停留所
- 50・55系統
  - 山崎・加生山崎高校前行 / 龍野・ダイセル前行
- 20・21系統
  - 県立大附属高校前・SPring-8行

播磨科学公園都市圏域定住自立圏圏域バス「てくてくバス」
- 上郡駅方面

たつの市コミュニティバス
- しんぐう総合センター方面、新舞子方面

## 隣の駅
西日本旅客鉄道（JR西日本）
 姫新線
東觜崎駅 - 播磨新宮駅 - 千本駅